# Atelopus chiriquiensis
Grenouille arlequin de Chiriqui
Espèce
Statut de conservation UICN

 EX   : Éteint
Atelopus chiriquiensis, la grenouille arlequin de Chiriqui, est une espèce éteinte d'amphibiens de la famille des Bufonidae.

## Répartition
Cette espèce se rencontrait dans la cordillère de Talamanca, :
- dans l'Ouest du Panamá, entre 1 400 et 2 100 m d'altitude ;
- au Costa Rica, entre 1 800 et 2 500 m d'altitude.

Elle n'a pas été vue au Costa Rica depuis 1996 et est désormais considérée comme éteinte dans ce pays. Elle pourrait avoir également disparu du Panamá. En 2020, l'espèce est considérée comme éteinte.

## Description
Les mâles étaient de couleur jaune ou vert citron unie, et mesuraient de 28 à 34 mm. Les femelles arboraient des couleurs vives et des motifs, et mesuraient de 36 à 49 mm.
Des glandes venimeuses étaient présentes sur la tête et le dos, sécrétant de puissants poisons.

## Étymologie
Son nom d'espèce, composé de chiriqui et du suffixe latin -ensis, « qui vit dans, qui habite », lui a été donné en référence au lieu de sa découverte, le rio Chiriquí au Panamá.

## Publication originale
- Shreve, 1936 : A new Atelopus from Panama and a new Hemidcatylus from Colombia. Occasional Papers of the Boston Society of Natural History, vol. 8, p. 269-272 (texte intégral).